# 우화용
우화용 (牛華勇)은 미국 아이비 리그 컬럼비아 대학교 에너지연구센터에서 연구원, 베이징 대학 (北京大; 북경대) 광화관리학원 금융 전공에서 학자를 역임한 국립 인민대 경제학 박사이자 베이징 외국어대학 (북경외대) 국제상학원 (International Business School of Beijing Foreign Studies University; IBS BFSU. 베이징 외국어대학 국제경영대학 / 국제상학부) 대표 학장이다. 박사생 지도교원이자 북경외대 (北京外大) 남방연구원 집행원장 (학장), 북경외대 G20연구센터 집행주임, 북경외대 국제인터넷AI연구센터 주임, 중국정부 전국국제비즈니스전문학위연구생 교육지도위원회 위원으로 활동하고 있다.

## 학력[2]
- 2018年 베이징 대학 광화관리학원 금융 전공 학자

- 2009年 국립 중국인민대학 경영대학, 산업경제학 전공, 경제학 박사

- 2001年 국립 중앙재경대학교 재정학과, 재정학(기업재무) 전공, 경제학 석사

- 1997年 국립 산동재경대 재정금융학과, 재정학(세수)전공, 경제학 학사

## 경력
- 2021년, 중국 정부 전국 국제 비즈니스 전문 학위 연구생 교육 지도위원회 위원에 취임
- 2015년 - 2018년 미국 아이비 리그 컬럼비아 대학교 에너지연구센터 연구원

- 2012년 11월 - 현재 국립 북경외대 국제상학원 (IBS BFSU; 국제경영대학) 대표 학장 (원장)

- 2009년 - 2012년, UNSW·시드니에서 연구원을 담당

- 2007년 - 2008년 미국의 버지니아 주립대학에서 교수를 담당

- 2004년 3월, 영국의 스태퍼드셔 대학 비즈니스 스쿨에서 교수를 담당

- 2005년 3월, 영국의 켄트 대학 비즈니스 스쿨에서 교수를 담당

- 2007년 1월 - 2012년 11월 북경외대 국제상학원(국제경영대학) 부원장

- 2001년 9월 - 2007년 1월 북경외대 국제상학원장 보좌관 겸 행정사무실 주임, 교육센터장, 프로젝트 센터장, 행정사무실 주임, 강사

- 1997년 9월 - 1998년 8월 중국 정부 산동성 낙릉시 재정국

## 논문・출판서적[3]
- 1. 대학교 (고등) 상과 교육의 국제화 비교 연구 (高等学校商科教育国际化比较研究) - 2017년 12월, 商学研究, 제24권 제3호, 牛华勇, 孙健, 宋阳, 周忠宝
- 2. 다중 활동 및 비균일 활동의 효율성 모델링을 위한 통합 병렬 DEA 모델 (A Unified Parallel DEA Model and Efficiency Modeling of Multi-activity and/or Non-homogeneous Activity) - 2018, International Journal of Numerical Analysis and Modeling, 제15권 제3호, WF SHEN, ZB ZHOU, PD LIU, QY JIN, WB LIU, HUAYONG NIU
- 3. 소비자 포스팅 행동에 친구와 대중의 리뷰가 다르게 영향을 미치는가? (Do reviews from friends and the crowd affect online consumer posting behaviour differently?) - 2018년 1월 31일, Electronic Commerce Research and Applications, Xue Pan, Lei Hou, Kecheng Liu, Huayong Niu
- 4. 탄소 감축이 이끄는 녹색 경제의 새로운 모델 (碳减排引领绿色经济新模式) - 2014년 6월 16일, 新商务周刊
- 5. 중말 상과 교육의 인재 양성 모델 차이 분석 (中马高等商科教育人才培养模式差异分析) - 2014년 5월 30일, 2014北京马来研究国际研讨会论文集
- 6. 중국 상과 교육의 국제화에 대한 연구 리뷰 (A Research Review of China’s Business Educational Internationalization) - 2014년 3월, Applied Social Science (ISTP)
- 7. G20 그룹의 경제 성장과 탄소 배출에 관한 실증 연구 (An Empirical Study on Economic Growth and Carbon Emissions of G20 Group) - 2014년 1월, ERMM2014 (ISTP)
- 8. 금융 위기와 은행업 고위 경영진 보수 문제 연구 (金融危机与银行业高管薪酬问题研究) - 2014년 1호, 当代会计
- 9. 전자 정부 업무 협력 표준 확산에 관한 연구 (基于演化博弈模型的电子政务业务协同标准扩散研究) - 2013년 8호, 上海管理科学
- 10. 국가 전자 정부 표준 확산에 관한 제도적 분석 (An Institutional Analysis of National E-Government Standards Diffusion) - 2013년 6월, The 10th IEEE International Conference on Service Systems and Service Management (ICSSSM13) (EI)
- 11. 제도 이론에 기반한 전자 정부 표준 채택에 관한 개념 모델 연구 (Study on the Conceptual Model of E-Government Standards Adoption Based on Institutional Theory) - 2013년 5월, The 12th Wuhan International Conference on e-Business (ISTP)
- 12. 중국의 소매 구조 최적화 연구 (The Optimization of China's Retail Structure) - 2012년 6월, The 8th Euro-Asia Conference on Environment and CSR
- 13. 중심 도시의 주변 경제권에 대한 경제적 영향력 비교 분석 (中心城市对周边经济圈经济辐射力比较分析) - 2009년 2호, 广西大学学报
- 14. 서브프라임 위기 이후 공정 가치의 중국 회계 기준에서의 적용 재고 (次贷危机后再谈公允价值在我国会计准则中的应用) - 2009년 3호, 经济经纬
- 15. 전환 경제에서의 세금 원칙: 중국을 기반으로 한 분석 (转型经济中的税收原则：基于中国的分析) - 2007년 1호, 会计师
- 16. 지배권 다툼, 양방향 인센티브와 기업 성과 (控制权争夺、双向激励与企业绩效) - 2006년 5호, 会计师
- 17. 관료제, 시장 및 경제 효율성 (科层、市场与经济效率) - 2004, 中国管理科学学会优秀论文奖一等奖
- 18. 국영 기업 매니저: 인센티브 방식과 특징 (国有企业经理：激励方式与特征) - 2003, 中国管理科学学会优秀论文奖